# Rio Suze
Rio Suze em Bienna.
O rio Suze (em alemão:  Schüss) é um rio em Jura Bernense, no cantão de Berna, na Suíça. Sua área de bacia possui 216km e sua altitude da nascente 965.

## Percurso
A sua fonte encontra-se localizada numa região de brejo, a mais de 900 metros de altitude, no alto do vale de Les Convers, (ver: Renan). 
Percorre toda a extensão do vale de Saint-Imier (Erguel), passando pelo desfiladeiro de Taubenloch e atravessa a cidade de  Bienna, até ao Lago de Bienna, a 429 metros de altitude, num troço de 45 quilómetros. Deixa-o através do último trecho do rio Thielle, fundindo-se no canal Nidau-Büren (rio Aare), pouco antes da Regulating Dam Port.  

## Afluentes
Os principais afluentes são la Dou, la Raissette, le Terbez e l'Orvine.

## História
Em 21 de dezembro de 1991, o rio provocou uma significante inundação ao longo do seu curso, em Sonceboz-Sombeval. O seu nível aumentou 1,10 metros, com 65 metros cúbicos de água por segundo.